# アヤナムシャ
アヤナムシャ（ayanamsha）とは、占星術における二種類の天文座標の間に生ずる差（角度差）である。日本語への音写は他にアヤナムサ、アヤナームシャ、アヤナーンシャの例があるがどれも同じである。

## 二種類の天文座標

### サイデリアル（siderial）方式
黄道十二宮は恒星の位置で決定される。星座は恒星の集まりであるため、黄道十二宮と現実の黄道十二星座はほぼ一致した状態で固定されている。例えば、地球から見て、天の川のさそり座の中に木星がある時には、占星術上も木星がさそり座もしくはその付近にあるということになる。このような方式を「ニル・アヤナ」という。古代オリエントの占星術や、現在のインド占星術で使用される。古代中国の十二次も、十二宮とは15度ずれているが原理的にいってサイデリアル方式に基づくということができる。

### トロピカル（tropical）方式
十二宮は現実の星座とは関係なく、黄道上の区分であると考える。座標系を春分点にとり、30度ずつ十二分割する。すなわち春分点を白羊宮0度とする。現時点で春分点はうお座に位置するため、黄道十二宮と現実の黄道十二星座は大体ひとつずつずれている。ヒッパルコスが定めたともいうが明らかでない。古代ギリシア以来の西洋占星術で使用される。インドではこの方式を「サ・アヤナ」と言う。

## 発生の理由
歳差運動による。おおよそ、一年につき8分程度で差が拡大している。

## サイデリアル方式の諸派
トロピカル方式と異なり、サイデリアル方式では、それぞれの研究者ごとにどの恒星を基準にするかで若干異なるいろいろな説があり、統一された座標系を持たない。下記にあげたのは一例であり、他にも実に多くの説がある。
| 人名                                         |                                          | 2000年現在の数値 |
| -------------------------------------------- | ---------------------------------------- | ---------------- |
| シリル・フェーガン Fagan                     | 古代バビロニア・エジプト占星術の研究者   | 24度50分         |
| ブラッドレー Bradley                         | 欧米における著名なサイドリアリスト       | 24度45分         |
| ラヒリ Lahiri                                | インド暦制定委員長                       | 23度51分         |
| ジッドゥ・クリシュナムルティ Krishnamurti    | 神智学                                   | 23度46分         |
| バンガロール・ヴェンカタ・ラーマン B.V.Raman | 最も早く西洋にインド占星術を紹介した人物 | 22度24分         |

- ※リチャード・フック（Richard Hook）は上記のクリシュナムルティと同数値である。

上記の5者のうち、もっとも差の大きいものはラーマンとフェーガンで両者の差は2度25分もあるが、インドにはさらに大きくずれた座標系を用いる流派も少なくない。数値が大きければ大きいほどサイドリアルとトロピカルの分離した時点をより古い時代に想定していることになる。
また古代中国の「十二次」も「降婁」の十六度が白羊宮０度、「星紀」の十六度が磨羯宮０度に該当するので、サイドリアル式ゾディアックの一種とみなすことができる。この場合、アヤナムサの数値は2000年時点で約34度である。

## 活用法
以下のように、西洋占星術で使用する度数からアヤナムシャをマイナスする（後退させる）と、サイドリアルの度数が得られる。
（例）2000年、ラヒリのアヤナムシャ
- トロピカルおひつじ座0°0′→　サイドリアルうお座6°9′
- トロピカルいて座25°55′→　サイドリアルいて座2°4′

このようにサイドリアルに換算すればインド占星術のホロスコープも書け、ナクシャトラも算出できる。